# Deallenamento
Il deallenamento o decondizionamento, o in inglese detraining o deconditioning, è un fenomeno che indica la parziale o la completa perdita di adattamenti fisiologici, anatomici e prestativi legati all'esercizio fisico come una conseguenza di un periodo temporale di durata variabile in cui avviene una riduzione o una cessazione dell'attività fisica.

## Caratteristiche del deallenamento
Il deallenamento o decondizionamento indica una marcata riduzione o un arresto dell'attività fisica abituale e cronica. Le conseguenze implicate nel deallenamento sono tipicamente rappresentate da un peggioramento degli aspetti fisiologici e prestativi. Questo termine è usato nella maggior parte dei casi per descrivere la perdita o la riduzione degli adattamenti fisiologici che avvengono in atleti molto allenati quando riducono l'attività fisica (come quando sono fuori gara e non si allenano regolarmente) decrementando la frequenza, il volume o l'intensità, o cessano completamente l'attività (ad esempio a causa di un'immobilità dovuta ad infortuni). Naturalmente la completa immobilità o il riposo a letto accelerano il deallenamento rispetto ad una semplice riduzione dell'attività fisica. Tale accezione può essere usata anche nei casi in cui un individuo normalmente attivo comincia ad avvicinarsi allo stile di vita sedentario, come può avvenire nel corso di un cambio di lavoro o di malattia. Il deallenamento può verificarsi a causa di un programma di allenamento poco gradito da parte dell'atleta (burnout), infortuni, malattia, o un ciclo pianificato di periodizzazione. Le conseguenze del deallenamento dipendono da diversi fattori, tra cui il livello di allenamento dell'individuo, e l'entità dell'inattività (un arresto totale dell'attività o una semplice riduzione della frequenza, del volume o dell'intensità). Naturalmente, il grado di deallenamento in ognuno di questi casi dipende dal tempo in cui questo viene protratto. Il ri-allenamento, cioè la riacquisizione degli adattamenti e delle prestazioni perse durante un periodo di deallenamento, non sono così rapidi come la perdita di questi parametri, sebbene vengano ottenuti in tempi molto più brevi rispetto alle condizioni iniziali. Anche se le evidenze sperimentali sono limitate, sembra che le conseguenze del deallenamento e del ri-allenamento risultino simili per adulti, bambini e adolescenti. Un'ulteriore complicazione nel riconoscimento del deallenamento è l'influenza dell'età. Spesso infatti risulta difficile distinguere la perdita di condizionamento dovuta all'età o al deallenamento di per sé nelle popolazioni anziane. 

### Deallenamento cardiorespiratorio
Negli atleti di endurance professionisti, una riduzione dell'attività fisica non ha dimostrato di portare ad una riduzione del VO2max durante 4 settimane di deallenamento, ma ciò è avvenuto perché gli atleti continuarono ad allenarsi durante questo periodo, aumentando l'intensità e riducendo sensibilmente il volume. Altri studi hanno trovato una riduzione della capacità aerobica (4-6% del VO2max) dopo sole due settimane di inattività, e periodi di inattività più lunghi aumenteranno ulteriormente la perdita della capacità aerobica. Nei nuotatori professionisti è stato osservato un declino del massimo consumo di ossigeno (VO2max) dopo 4 settimane di allenamento insufficiente. Questo declino è il risultato di una riduzione quasi immediata del volume del sangue e del plasma, quest'ultimo causato da una riduzione del contenuto delle proteine nel plasma. L'aumento dell'esercizio ad intensità massimali e submassimali non è sufficiente per controbilanciare la riduzione del volume sistolico e la gittata cardiaca massimale e submassimale, mentre questi valori possono aumentare a riposo. Le dimensioni cardiache, incluso il volume ventricolare e lo spessore delle pareti cardiache possono spesso ridursi. La pressione sanguigna e la resistenza periferica totale al contrario aumentano, e l'efficienza ventilatoria in gran parte dei casi viene compromessa dopo brevi periodi di cessazione dell'attività fisica.

### Deallenamento muscolare
Il muscolo scheletrico è caratterizzato da una natura dinamica e una plasticità straordinaria, che gli permettono di adattarsi ad un livello variabile di richieste funzionali. Quando queste richieste sono insufficienti per mantenere gli adattamenti indotti dall'esercizio fisico, si verifica il deallenamento muscolare. Questo implica alterazioni sia nella struttura che nella funzionalità del muscolo. La densità capillare del muscolo, la distribuzione delle fibre muscolari, la sezione trasversale (CSA), la differenza artero venosa dell'ossigeno e anche la concentrazione di mioglobina possono ridursi negli atleti dopo poche settimane dalla cessazione dell'attività ma questo è probabile che non si verifichi durante i periodi mal pianificati. D'altra parte, è stata osservata nei nuotatori una progressiva e rapida riduzione dell'attività degli enzimi ossidativi.

### Deallenamento metabolico
Dal punto di vista metabolico, una delle principali conseguenze di un allenamento insufficientemente frequente è uno shift (passaggio o cambiamento) metabolico verso un maggiore consumo di carboidrati come carburante energetico da parte del muscolo scheletrico in attività a scapito dei lipidi. Anche un insufficiente allenamento a breve termine risulta in un aumento del quoziente respiratorio (QR) ad intensità massimali e submassimali. La tolleranza al glucosio e la captazione di glucosio da parte del corpo subiscono un rapido e marcato declino a causa di una riduzione della sensibilità insulinica e dell'attività dei trasportatori di glucosio GLUT-4 (sensibili all'insulina). L'attività della lipoproteina lipasi (LPL), l'enzima responsabile del deposito dei grassi, si riduce nel muscolo scheletrico, mentre aumenta a livello del tessuto adiposo, favorendo l'aumento del grasso in questa sede. Inoltre, l'effetto anti-aterogenico sul profilo lipidico delle lipoproteine indotto dell'esercizio viene rovesciato. Le concentrazioni di lattato ematico aumentano ad intensità submassimali, mentre la soglia anaerobica è rilevabile ad inferiori intensità sulla percentuale del VO2max. Questi cambiamenti risultano in una maggiore acidosi post-allenamento. Le concentrazioni di glicogeno nel muscolo allenato subiscono un rapido declino, riducendosi a valori da sedentario entro poche settimane dalla cessazione dell'attività.

### Deallenamento e prestazioni
La generale perdita della prestazione cardiorespiratoria, dell'efficienza metabolica e della capacità respiratoria del muscolo risulta in un rapido declino della prestazione di resistenza (endurance) nei soggetti allenati. Le prestazioni muscolari di forza e potenza vengono anch'esse influenzate dal deallenamento. L'entità di questo declino può dipendere dal grado di allenamento dell'atleta, dal periodo di allenamento prima del deallenamento, e dagli specifici gruppi muscolari allenati. È stato rilevato che atleti di forza (pesi) sottoposti a 2 settimane di deallenamento (cessazione dell'attività fisica) accusarono una riduzione della massima forza isometrica sul leg extension del 3%. Al contrario, durante lo stesso periodo di deallenamento, uomini fisicamente attivi erano capaci di aumentare la loro forza del 2%. In atleti di forza allenati, un programma di 24 settimane ha mostrato un incremento della massima forza isometrica del 27%. Dopo un periodo di deallenamento di 12 settimane, la forza massima isometrica era ridotta, ma era ancora maggiore del 12% rispetto ai livelli precedenti al periodo di allenamento. Quindi, anche dopo 3 mesi di deallenamento, i livelli di forza erano ancora maggiori di quelli registrati prima del programma di 24 settimane.
Sembra che durante il periodo di deallenamento, la prestazione di resistenza (endurance) cardiorespiratoria e muscolare subisca un decremento più rapido rispetto alle forme di attività anaerobiche. Si crede che questo sia collegato in parte ai già citati cambiamenti nell'attività enzimatica e al volume sistolico. Anche la massa magra viene manutenuta per un periodo di tempo inferiore durante il deallenamento dall'esercizio di endurance rispetto all'esercizio di forza. Una riduzione del volume sistolico del 12% è risultata evidente dopo 2-4 settimane di deallenamento, e durante un periodo di deallenamento simile è stato rilevato anche un decremento degli enzimi ossidativi (succinato deidrogenasi e citocromo ossidasi). Paragonando i cambiamenti degli enzimi glicolitici e ossidativi dopo 3 mesi di deallenamento, è stato riportato un decremento di circa il 60% degli enzimi ossidativi ma alcun cambiamento negli enzimi glicolitici.

## Deallenamento nell'esercizio coi pesi
Richiamando al fatto che gli adattamenti iniziali nell'esercizio coi pesi (resistance training) sono di natura neurale più che strutturale sul muscolo scheletrico, il deallenamento avviene esattamente nell'ordine inverso. Nell'esercizio coi pesi, durante il deallenamento la forza massima inizia a calare dopo circa una settimana, ma il volume muscolare non si riduce fino a circa 2 settimane di deallenamento, riflettendo soprattutto una perdita di forza sotto l'aspetto neurale. Comunque, è stato constatato da alcune ricerche che la forza muscolare può essere mantenuta al di sopra dei valori precedenti al periodo di allenamento anche dopo 2 anni di deallenamento, e una sola sessione intensa coi pesi ha mostrato un mantenimento della forza e della massa per 8 settimane. Come verrà approfondito nei paragrafi seguenti, il deallenamento a breve termine (2 settimane) porta ad un aumento dei livelli degli ormoni anabolici quali GH e testosterone e una riduzione dell'ormone catabolico cortisolo, e questa alterazione può essere associata al mantenimento della massa muscolare senza esercizio per un certo periodo. Inoltre, è curioso notare che alcuni studi hanno rilevato un maggiore mantenimento della forza durante il deallenamento se durante il periodo di allenamento venivano svolte ripetizioni eccentriche piuttosto che concentriche. Altri studi recenti hanno osservato un'inferiore perdita di forza e ipertrofia in un periodo di deallenamento di 4 settimane se durante il programma con i pesi venivano praticati gli esercizi lungo un arco di movimento (ROM) completo rispetto al gruppo che si allenava con un arco di movimento incompleto. Recentemente, l'effetto sfavorevole del deallenamento nell'esercizio coi pesi è stato ridiscusso, quando è emerso che, durante un periodo di 24 settimane, cicli da 6 settimane di allenamento alternate a 3 settimane di deallenamento risultano in un'ipertrofia muscolare simile a quella ottenuta in 24 settimane di allenamento continuo, cioè senza fasi di deallenamento. Questi dati indicherebbero che fasi di deallenamento a breve termine fino a 3 settimane all'interno di un programma di allenamento coi pesi non ostacolano o rallentano i guadagni di ipertrofia muscolare rispetto ad un programma di allenamento continuato.

### Memoria muscolare
Nel contesto dell'esercizio coi pesi, il deallenamento è fortemente correlato con quel fenomeno riconosciuto come "memoria muscolare". Tale concetto si riferisce al fatto che quando un soggetto ritorna ad allenarsi abitualmente con i pesi dopo un periodo di deallenamento prolungato, i guadagni di ipertrofia e forza sono molto più rapidi e facili rispetto a quanto non sia stato raggiungere gli stessi adattamenti la prima volta. Anche nel caso un deallenamento prolungato causi un'atrofia muscolare significativa, i muscoli che erano stati precedentemente sottoposti ad un aumento del volume e delle prestazioni riacquiscono queste qualità più velocemente del normale. Il meccanismo della memoria muscolare nelle fibre non è noto, e gli effetti a lungo termine dell'allenamento precedente sono stati attribuiti all'apprendimento motorio del sistema nervoso centrale. Tuttavia, è stato riportato che i muscoli possano rimanere ipertrofici dopo diversi mesi di deallenamento. In uno studio su soggetti anziani sottoposti ad un programma di allenamento coi pesi, la forza era ancora maggiore del 9-14%, anche dopo 2 anni di deallenamento. Durante 30-32 settimane di deallenamento, un gruppo di donne perse una parte considerevole della forza supplementare ottenuta con 20 settimane di allenamento precedente, ma ha riacquistato la forza dopo solo 6 settimane di ri-allenamento. Queste evidenze suggeriscono la possibile presenza di un meccanismo di memoria locale nel muscolo scheletrico.

### Fattori ormonali
Durante un periodo di deallenamento dall'attività fisica con i pesi, oltre alla funzionalità neurale e muscolare, si verificano anche delle alterazioni ormonali. Sembra che la durata di un periodo di deallenamento sia un fattore condizionante l'entità dei cambiamenti come il grado di allenamento o l'esperienza dell'atleta. Analizzando le risposte dei powerlifter e dei calciatori altamente allenati ad un deallenamento di 2 settimane, è stato riportato un significativo incremento del GH, del testosterone, e un miglioramento del rapporto testosterone/cortisolo (T/C ratio). Gli autori ipotizzarono che questo aumento delle concentrazioni degli ormoni anabolici fosse connesso con l'abilità del corpo di contrastare i processi catabolici associati al deallenamento, suggerendo che il deallenamento a breve termine può rappresentare uno stimolo positivo per il rimodellamento e la riparazione dei tessuti. Tuttavia, questi incrementi sono stati registrati solo nel deallenamento a breve termine. Altre ricerche non riportarono alcun cambiamento significativo nei livelli di testosterone, GH, luteotropina (LH), Sex Hormone Binding Globulin (SHBG), cortisolo e ACTH a seguito di 6 settimane di deallenamento. Altri studi non segnalarono alcun cambiamento nei livelli di cortisolo, SHBH e LH a seguito di 8 settimane di deallenamento. Tuttavia, periodi di deallenamento superiori alle 8 settimane hanno mostrato cambiamenti significativi. Su soggetti allenati per 24 settimane, un periodo di deallenamento di 12 settimane ha portato una riduzione del rapporto T/C, altamente correlato con una perdita di forza. Anche un aumento delle concentrazioni di tiroxina (T4) è stato riportato. Queste variazioni ormonali coincidono con periodi di atrofia muscolare, e indicano che i cambiamenti ormonali giocano un ruolo nel volume muscolare e nelle riduzioni della forza osservate durante un periodo di deallenamento.